# Italien i Eurovision Song Contest 2016

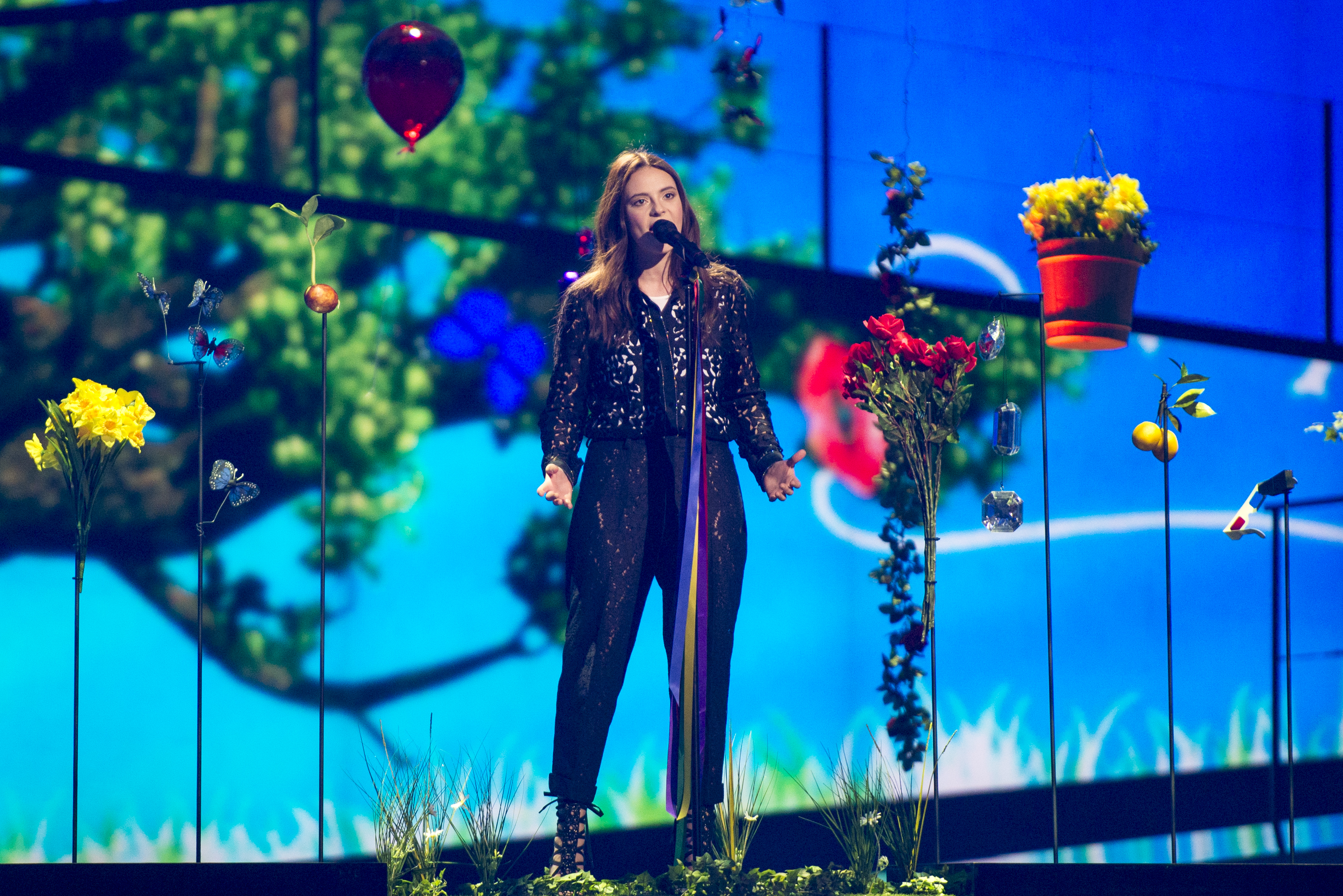
Francesca Michielin under Eurovision Song Contest 2016

Italien deltog i Eurovision Song Contest 2016 i Stockholm, Sverige. Francesca Michielin representerade Italien efter att hon kommit på andra plats i San Remo-festivalen 2016.

## Format
San Remo-festivalen är en årlig festival som utser Italiens bidrag till ESC. Enligt reglerna i San Remo-festivalen så får vinnaren av "Campioni" eller "Big artists" möjlighet att representera Italien i Eurovision Song Contest. Tävlingen ägde rum mellan 9 och 13 februari 2016.
Under den sista kvällen av San Remo-festivalen 2016 vann gruppen Stadio med låten "Un giorno mi dirai". Efteråt meddelade RAI via sociala medier att Stadio inte skulle representera Italien i Stockholm. Emellertid bekräftade RAI senare under avslutande presskonferensen den 14 februari 2016 att de fortfarande väntade på Stadios slutliga beslut om huruvida de skulle delta i Eurovision. Studio meddelade senare att de inte skulle delta. Ett tillkännagivande gjordes kort därefter att tvåan Francesca Michielin skulle representera Italien i Eurovision Song Contest 2016.

## Under ESC
Italien tillhörde the Big 5 länderna, med vilket menas att Italien var direktkvalificerade till finalen. I finalen hamnade man på 16:e plats med 124p.